# Юсупов, Исмаил Аксанович
Исмаи́л Акса́нович Юсу́пов (2 января 1922 год — 20 мая 1992 год) — Герой Советского Союза, участник Великой Отечественной войны.

## Биография

### Довоенная биография
Исмаил Аксанович Юсупов родился 2 января 1922 года в Астрахани.
Окончив 7 классов, Исмаил Аксанович Юсупов работал токарем на рыбозаводе во Владивостоке. Также учился на курсах капитанов малого флота.
В 1940 году Исмаил Аксанович Юсупов вернулся в Астрахань.

### Участие в Великой Отечественной войне
В ряды РККА Исмаил Аксанович Юсупов был призван в декабре 1941 года. Принимал участие в боях на фронтах Великой Отечественной войны с 1942 года.
В составе передовой группы сержант Исмаил Аксанович Юсупов 23 сентября 1943 года форсировал Днепр около села Комарин (Брагинский район, Гомельская область).
Сержант Исмаил Аксанович Юсупов, управляя отделением, принимал участие в боях за деревни Берёзки и Посудово. Во время наступления на деревню Посудово наступавшим советским частям преградил путь гитлеровский пулемёт. Сержант Исмаил Юсупов, забросав пулемётный расчёт гранатами, захватил этот пулемёт. В результате этого боя гитлеровцы были выбиты из села.
Указом Президиума Верховного Совета СССР от 16 октября 1943 года сержант Исмаил Аксанович Юсупов за мужество и отвагу, проявленные при форсировании реки Днепр, был удостоен звания Героя Советского Союза, с вручением медали «Золотая Звезда» и ордена Ленина.

### Послевоенная биография
После демобилизации в 1944 году по инвалидности старший сержант Исмаил Аксанович Юсупов вернулся в Астрахань.
Исмаил Аксанович Юсупов умер 20 мая 1992 года.

## Награды и звания
- Медаль «Золотая Звезда» Героя Советского Союза (16.10.1943; № 5310);
- Орден Ленина (16.10.1943);
- Орден Отечественной войны I степени (1985);
- Медали.

## Память
- Имя Героя размещено на Аллее Славы в Комарине (Гомельская область, Беларусь), с портретом и биографией[2].